# STARTING OVER (太田美知彦の曲)
『STARTING OVER』（スターティング・オーヴァー）は太田美智彦のデビュー・スタジオ・アルバム。CD規格品番：32XL-277。1988年6月25日にワーナー・パイオニアから発売。

## 概要
「NOOM PROJECT」（noom project P3）のメンバーは、HALMA GEN（春間 げん、Key）、須永秀人（Key）、Mick（DJ mix）。先行シングル「さよならイリュージョン」含む全10曲。

## 収録曲
1. わからずやのジェラシー [4:35]
2. SUMMER BREEZE [3:57]
3. PLEASE [5:30]
4. 夏の幻 [4:23]
5. さよならイリュージョン [4:28]
6. ホテルアルカディア [4:11]
7. BLUE [4:40]
8. TO YOU [4:01]
9. せめて…LAST DANCE [3:54]
10. STARTING OVER [5:33]

全作詞：池永康記（特記以外）須永秀人（1・5）太田美知彦（6）
全作曲：太田美知彦（特記以外）太田美知彦・山田晃大（1）
全編曲：矢島賢（特記以外）NOOM PROJECT（5・6）